# Caherdaniel Fort
Caherdaniel Fort (irisch Cathair Dónall) ist ein Ringfort im Süden der Halbinsel Iveragh westlich von Caherdaniel, südöstlich von Waterville im County Kerry in Irland. 
Es gehört neben Cahergall und Leacanabuaile (bei Cahersiveen), Cathair an Lóthair und dem benachbarten Staigue Fort, alle im County Kerry, Caherconnell im County Clare, den Forts auf den Aran-Inseln im County Galway und dem Grianán von Aileach im County Donegal zu den gut erhaltenen bzw. am besten restaurierten großen Ringforts.
An den Hängen des Mount Tullig auf einem Felsvorsprung westlich der Kenmare-Waterville Road N70 liegt das Fort in gutem Zustand. Der Innendurchmesser beträgt etwa 20,0 m. Besonders hervorzuheben ist sein Trockenmauerwerk. Die Mauer im Westen und Norden ist fast intakt, und die Höhe der Mauer und des Aufschlusses ist wahrscheinlich größer als 6,0 m. Die innere Höhe der Wand beträgt wahrscheinlich nicht mehr als einen Meter. Das Cashel ist im Süden und Osten, wo wahrscheinlich der Eingang lag, zerstört. Nicht weit entfernt liegt ein zerstörtes kleineres Fort (Cashel).